# Thập niên 2100
Thập niên 2100 hay thập kỷ 2100 chỉ đến những năm từ 2100 đến 2109, kể cả hai năm đó. Không chính thức, nó cũng có thể bao gồm vài năm vào cuối thập niên 2090 hay vào đầu thập niên 2110. Đây là thập kỷ đầu tiên của thế kỷ 22.